# هاياتو موروتو
هاياتو موروتو (باليابانية: 室津 颯斗) (مواليد 12 أبريل 2000) هو لاعب كرة قدم ياباني.

## وصلات خارجية
- هاياتو موروتو على موقع رابطة كرة القدم اليابانية للمحترفين (اليابانية)
- هاياتو موروتو على موقع Soccerway.com (الإنجليزية)